# Cinnamomum osmophloeum
Cinnamomum osmophloeum är en lagerväxtart som beskrevs av Ryozo Kanehira. Cinnamomum osmophloeum ingår i släktet Cinnamomum och familjen lagerväxter. Inga underarter finns listade i Catalogue of Life.